# 塞斯豪普特
塞斯豪普特是德国巴伐利亚州的一个市镇。总面积29.97平方公里，总人口2866人，其中男性1323人，女性1543人（2011年12月31日），人口密度96人/平方公里。